# Volkenborn-Integral
Das Volkenborn-Integral ist ein Integralbegriff für Funktionen auf den p-adischen Zahlen.

## Definition
Sei
{\displaystyle f\colon \mathbb {Z} _{p}\rightarrow \mathbb {C} _{p}}
eine lokal-analytische Funktion von {\displaystyle \mathbb {Z} _{p}}, dem Ring der p-adischen ganzen Zahlen, in {\displaystyle \mathbb {C} _{p}}, die Vervollständigung des algebraischen Abschlusses von {\displaystyle \mathbb {Q} _{p}}, dem Körper der {\displaystyle p}-adischen Zahlen (eine Funktion heißt lokal-analytisch, wenn es um jeden Punkt eine Kreisscheibe gibt, innerhalb derer sich die Funktion in eine Potenzreihe entwickeln lässt). Das Volkenborn-Integral von {\displaystyle f} ist dann definiert durch
{\displaystyle \int _{\mathbb {Z} _{p}}f(x)\,{\rm {d}}x=\lim _{n\to \infty }{\frac {1}{p^{n}}}\sum _{x=0}^{p^{n}-1}f(x).}

## Entstehung
Die Idee der Integration von p-adischen Funktionen hatten zunächst F. Thomas und F. Bruhat. Die Definition ihres translationsinvarianten p-adischen Integrals erwies sich aber als zu restriktiv für analytische und zahlentheoretische Zwecke.
Arnt Volkenborn entwickelte in seiner Dissertation an der Universität zu Köln 1971 das später nach ihm benannte verallgemeinerte {\displaystyle p}-adische Integral.
Mit dem Volkenborn-Integral werden alle lokal-analytischen Funktionen, wie die Laurent-Reihen, integrierbar. Anwendung erfährt das Volkenborn-Integral bei der Berechnung der sogenannten verallgemeinerten {\displaystyle p}-Bernoulli-Zahlen und weiteren {\displaystyle p}-adischen Funktionen.